# Porta San Sebastiano
Porta San Sebastiano ou Porta de São Sebastião é a maior e melhor preservada porta na Muralha Aureliana em Roma, Itália. Conhecida originalmente como Porta Ápia (em latim: Porta Appia), o portão por onde a Via Ápia, a "estrada rainha" (regina viarum) que começava na Porta Capena (destruída) da Muralha Serviana, saía da cidade. É provável que na Idade Média ela tenha sido chamada também de Ácia (Accia; ou Dazza ou ainda Datia), um nome cuja etimologia é incerta, mas que provavelmente estava associada ao antigo rio Almone, chamado de Água Ácia (acqua Accia), que corria nas redondezas. Um documento de cerca de 1434 chama-a de Porta Domine Quo Vadis, uma referência à vizinha Igreja Domine Quo Vadis. O nome atual apareceu apenas na segunda metade do século XV e é uma referência à Basílica de São Sebastião e suas catacumbas.

## História
A estrutura original foi construída por Aureliano por volta de 275 e incluía uma abertura de arco duplo encimada por seteiras e duas torres semi-cilíndricas. A fachada era revestida de travertino. Depois, numa restauração posterior, as torres foram ampliadas, tiveram sua altura aumentada e foram ligadas por duas paredes paralelas ao já existente Arco de Druso.

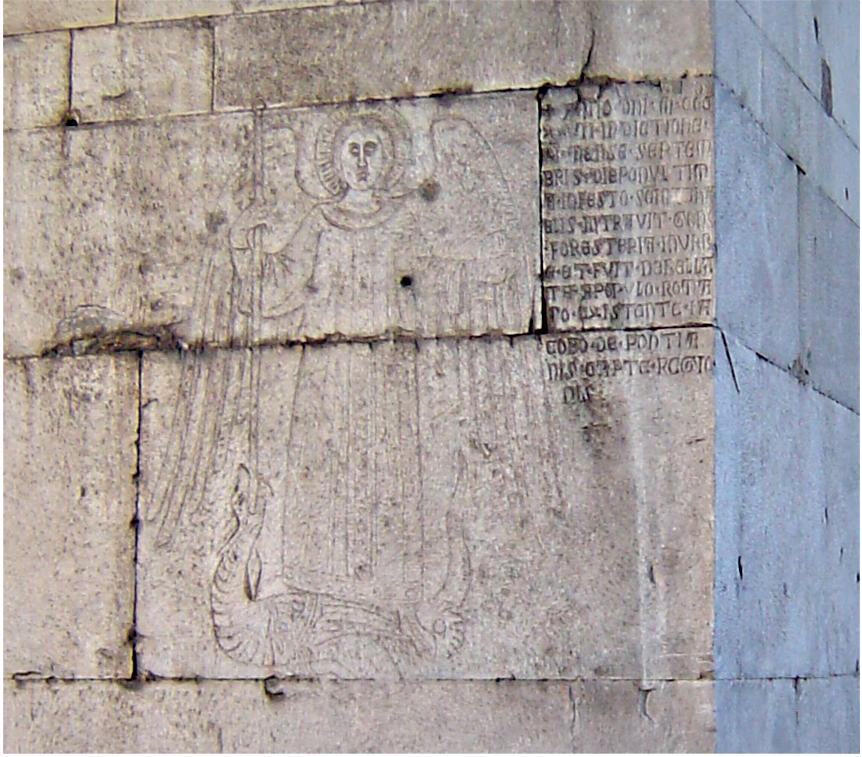
Grafiti de São Miguel Arcanjo e o texto em escrita gótica

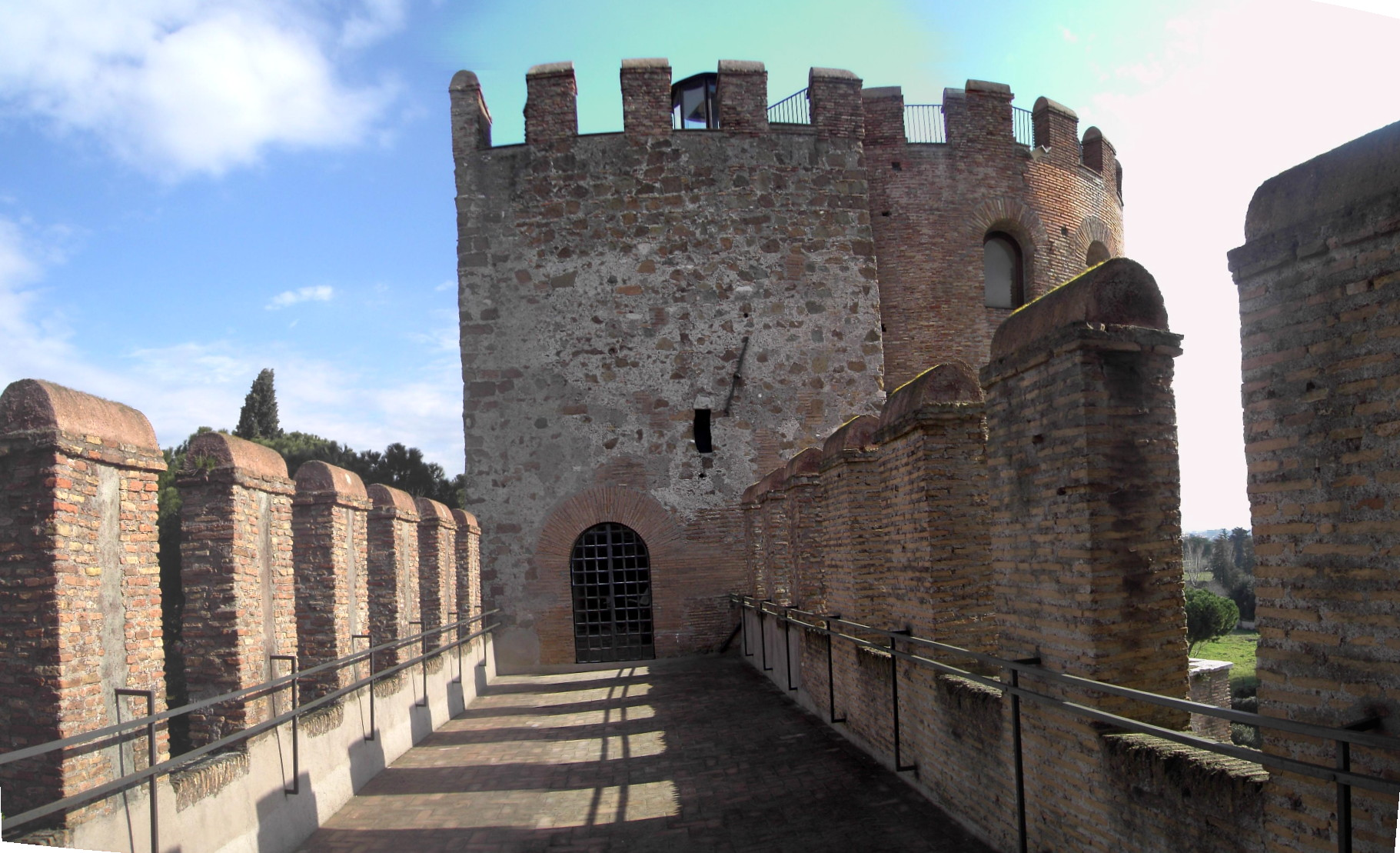
Adarve entre as torres protegido por merlões

Entre 401 e 402, o imperador Honório alterou o formato do portão com um fornix único e um sótão mais alto com duas filas com seis seteiras cada; o portão ganhou ainda um adarve descoberto com merlões. As bases das torres foram incorporadas por duas plataformas quadradas revestidas de mármore. Uma modificação posterior deixou a estrutura com a forma atual acrescentando um piso à estrutura, inclusive as torres. Por conta da ausência da costumeira placa comemorativa das obras, alguns arqueólogos põem em dúvida a autoria de Honório desta reforma, pois ele deixou epígrafos panegíricos em todas as outras porções reformadas por ele da muralha, incluindo outros portões.
Por causa da importância da Via Ápia, a região a volta da Porta San Sebastiana era muito congestionada, especialmente durante o auge da Roma Antiga. Perto do portão havia uma área para o estacionamento dos meios de transporte privados (geralmente pertencentes os nobres mais ricos que podiam possuir um), pois o trânsito por meios particulares na cidade era proibido. A regra provavelmente valia também para os membros da família imperial, cujos meios de transporte ficavam numa área reservada (Mutatório de César) um pouco mais adiante no início da Via Ápia.
De acordo com o historiador Antonio Nibby, no centro do lado interior do arco do portão foi esculpida cruz grega inscrita numa circunferência com uma inscrição em grego dedicada a São Conon e São Jorge, do século VI ou VII, da qual nada mais restou atualmente.
No batente direito do portão está esculpida uma figura de São Miguel Arcanjo matando um dragão ao lado de uma inscrição em escrita gótica em latim medieval que comemora uma batalha travada em 29 de setembro de 1327 (dia de São Miguel) pela milícia gibelina romana da família Colonna, liderada por Giacomo de’ Pontani (ou Ponziano), contra o exército guelfo de Roberto de Anjou, rei de Nápoles, liderados por João II e Gaetano Orsini.
Além destas inscrição, o monumento é notável pela abundância de antigos graffiti que, embora não sejam de modo algum oficiais, são evidências do dia-a-dia do portão ao longo dos séculos. No batente esquerdo, em frente a São Miguel, há diversas cruzes e um cristograma (IHS com uma cruz sobre o "H"), provavelmente gravado por peregrinos; estão ali também diversos nomes italianos e estrangeiros (um tal Giuseppe Albani deixou o seu três vezes) e datas, que remontam a 1622 (entre as que foram decifradas). Alguém também esculpiu uma espécie de mapa para a Porta San Giovanni e a vizinha San Giovanni in Laterano, provavelmente para peregrinos estrangeiros e ainda visível do lado de fora do portão, à esquerda ("DI QUA SI VA A S. GIO..." — "Daqui você vai para S. Jo..."), interrompida por algo ou alguém. Há ainda muitos outros, mais difíceis de decifrar, como um "LXXV [sublinhado três vezes] DE L" na torre direita.
Em 5 de abril de 1536, quando o imperador do Sacro Império Romano-Germânico Carlos V visitou a cidade, Antonio da Sangallo, o Jovem, mudou o arco para que ele se parecesse um verdadeiro arco triunfal, decorando-o com estátuas e frisos, além de criar — demolindo vários edifícios — uma "via triunfal" até o Fórum Romano. O evento é comemorado por uma inscrição sobre o arco, que compara Carlos V a Cipião, o Africano: "CARLO V ROM. IMP. AUG. III. AFRICANO". Em 4 de dezembro de 1571, a procissão triunfal em homenagem a Marcantonio II Colonna, o vencedor da Batalha de Lepanto, também passou pelo mesmo trajeto.
Desde o século V e até pelo menos o século XV, a venda dos portões da cidade e a coleta de pedágios para o trânsito de cidadãos foi uma prática comum. Um documento de 1467 relata um anúncio especificando como seria o leilão dos portões da cidade pelo período de um ano. Outro, de 1474 afirma que o preço para a Porta Latina e a Porta Ápia era "39 florins, 31 soldos, 4 dinares" para "sextaria" ("pagamento bianual"), um preço que não era tão alto, o que pode indicar que o tráfego nestes dois portões também não era tão significativo.
No interior, as mudanças mais importantes são recentes e datam do período de 1942-3, quando a estrutura foi ocupada e utilizada por Ettore Muti, que era o secretário do Partido Fascista. Os mosaicos em preto-e-branco, ainda visível em alguns aposentos, são desta época. Atualmente as torres abrigam o Museu das Muralhas, que exibe, entre outros itens, modelos das muralhas e seus portões em épocas diferentes.